# Albert Julius Otto Penzig
Albert Julius Otto (Albertus Giulio Ottone) Penzig (1856 - 1929 ) fue un botánico, micólogo alemán, que vivió gran parte de su vida en Italia, y desarrolló expediciones botánicas a la India, Sri Lanka, Indonesia, Eritrea.
Desarrolló actividades académicas como profesor de Botánica en la Universidad y Director del Jardín Botánico Real de Génova.

## Algunas publicaciones
- A.J. Otto Penzig, Augusto Béguinot. 1930. Otto Penzig. Berichte der Deutschen Botanischen Gesellschaft, Jahrgang 1929

### Libros
- 1877. Untersuchungen über Drosophyllum lusitanicum Lk. 46 pp.
- 1882. Funghi agrumicoli: contribuzione allo studio dei funghi parassiti degli agrumi. Ed. P. Fracanzani. 124 pp.
- 1885. Miscellanea teratologica: memoria del. prof. O. Penzig. 36 pp.
- Giulio Camus, A.J. Otto Penzig. 1885. Illustrazione dell' erbario estense del xvi. secolo conservato nel R. Archivio di Stato in Modena. 46 pp.
- 1889. Sopra un erbario di Paolo Boccone conservato nell'istituto botanico della R. università di Genova. Ed. Capra. 25 pp.
- 1897. Florae ligusticae synopsis. Ed. Tipografia R. Istituto Sordo-Muti. 111 pp.
- 1897. Flora popolare Ligure: primo contributo allo studio dei nomi volgari delle piante in Liguria. 101 pp.
- -----------, John Addington Symonds. 1900. Monte Generoso and its flora. Ed. Mourès. 53 pp.
- 1902. Die fortschritte der flora des Krakatau (El progreso de la flora del Krakatoa). Reeditó Kessinger Pub Co. 2010. 28 pp. ISBN 1-161-09101-7
- 1905. Contribuzioni alla storia della botanica: I. Illustrazione deglierbarii di Gherardo Cibo. II. Sopra un codice miniato della Materia medica di Dioscoride, conservato a Roma. Ed. U. Hoepli. 282 pp.
- 1915. Flora delle Alpi illustrata. Manuali Hoepli. Ed. Ulrico Hoepli, Editore Libraio della Real Casa. 136 pp.
- 1915. Teosofien och Teosofiska samfundet (Teosofía y la Sociedad Teosófica). Ed. Sv. teosofiska bokförl. 39 pp.
- 1921. Pflanzen-teratologie systematisch geordnet (Teratología vegetal disposición sistemática), Volumen 1. Ed. Gebrüder Borntraeger. Reeditó BiblioBazaar, 2010, 562 pp. ISBN 1-144-89754-8
- 1924. Flora popolare italiana: Raccolta dei nomi dialettali delle principali piante indigene e coltivate in Italia ... Ed. Orto botanico della R.a. Università. 537 pp. Reeditó Edagricole. 1973. 616 pp. ISBN 88-206-1535-5

## Honores

### Eponimia
Género de fungi
- Penzigia Sacc. 1888
- Penzigina Kuntze, 1891
- Penzigiella M.Fleisch. 1906[3]
- La abreviatura «Penz.» se emplea para indicar a Albert Julius Otto Penzig como autoridad en la descripción y clasificación científica de los vegetales.[4]